# Sexy pour moi
Singles de Tragédie
Hey Oh
(2003) Éternellement
(2004)
Pistes de Tragédie
Intro
(1) Ma ville
(3)
Sexy pour moi est une chanson du duo nantais Tragédie, sortie le 23 janvier 2004 sous le label Warner Music Group. Il s'agit du 2e extrait de leur 1er album studio Tragédie (2003).

## Liste des pistes
CD-Single
1. Sexy pour moi (Radio Edit) - 3:32
2. Ma ville - 3:18

## Classement par pays
| Classement (2004)                       | Meilleure position |
| --------------------------------------- | ------------------ |
| France (SNEP)                           | 1                  |
| Belgique (Wallonie Ultratop 50 Singles) | 4                  |
| Suisse (Schweizer Hitparade)            | 15                 |
| France (Club 40)                        | 1                  |